# Min'ha
L'office religieux de Min'ha (hébreu : תפילת מינחה) est l'ensemble des prières de l'après-midi que chaque juif doit faire, qu'il soit grand ou petit, vieux ou jeune (à partir de la Bar Mitsva). Elle fait partie des trois prières obligatoires pour un juif pratiquant. Elle est précédée de Chaharit et suivie d'Arvit.
Cet office est composé de plusieurs parties :
- Un psaume (n° 84);
- Deux extraits de la Torah de quatre et huit versets ;
- Pirkei Avot ;
- Une explication provenant du Keritoute sur la façon avec laquelle on préparait l'encens au temple ;
- Achré (Psaume 145)
- La 'Amida ;
- Les supplications (Ta’hanounim - en hébreu = תחנונים) ;
- Un deuxième psaume (n° 67 du dimanche au jeudi ; n° 93 le vendredi) ;
- Le passage qui conclut toutes les prières que l'on nomme alenou lechabea’h (en hébreu עלינו לשבח).